# Relations entre l'Inde et le Togo
Les relations entre l'Inde et le Togo sont les relations bilatérales de la république de l'Inde et de la république togolaise.

## Histoire
Le Togo a ouvert son ambassade à New Delhi en octobre 2010. Le haut-commissariat de l'Inde à Accra, au Ghana, est simultanément accrédité au Togo. L'Inde dispose également d'un consulat général honoraire à Lomé.
Le président togolais Gnassingbe Eyadema a fait une brève escale à Calcutta, en route vers la Chine, en 1989. Il a effectué une visite d'État officielle en Inde en septembre 1994. Au cours de cette visite, les deux pays sont convenus de créer une commission mixte. Le Premier ministre Gilbert Houngbo a conduit les délégations togolaises au 6e conclave CII-Exim Bank en Inde en mars 2010, au 12e conclave régional sur le partenariat de projet Inde-Afrique à Accra le 3 juin 2010, et au 7e conclave CII-Exim Bank en Inde en mars 2011. Le Togo était un pays partenaire au Conclave Inde-Afrique à New Delhi en mars 2011. Houngbo a déclaré lors de sa visite que le Togo voulait tirer des enseignements de la révolution verte de l'Inde et de ses programmes de lutte contre la pauvreté. Plusieurs ministres, membres du Parlement et conseillers présidentiels togolais se sont également rendus en Inde.
Depuis l'Inde, les visites au Togo ont été effectuées au plus haut niveau, au niveau des ministres d'État. Le président du Lok Sabha, Balram Jakhar, s'est rendu à Lomé en 1985 pour assister à une conférence interparlementaire.

## Relations culturelles
Le citoyen indien Chander Verma, ancien consul honoraire du Togo en Inde, a reçu l'Officier de l'Ordre de Mono, la plus haute distinction civile togolaise accordée aux personnes qui font preuve d'un mérite extraordinaire, par le président Faure Essozimna Gnassingbe en juin 2011.
Des étudiants et des professionnels togolais ont suivi des cours de renforcement des capacités à l'Institut indien du commerce extérieur (en) et dans d'autres institutions indiennes. Des scientifiques togolais se sont rendus en Inde entre juin et décembre 2013 et ont participé à des études de recherche dans le cadre du programme de bourses de recherche CV Raman.